# Eparchia św. Tomasza Apostoła w Melbourne
Eparchia św. Tomasza Apostoła w Melbourne – eparchia syromalabrska z siedzibą w Melbourne, obejmująca swoim zasięgiem całą Australię. Została erygowana 11 stycznia 2014 roku, co czyni ją najmłodszą ze wszystkich katolickich diecezji i eparchii w Australii. Stanowi jedną z pięciu eparchii katolickich kościołów Wschodu z siedzibą na terenie tego kraju.